# Kurya
Kurya (fl. X secolo) è stato un khan dei Peceneghi il cui nome viene ricordato nella Cronaca degli anni passati.
Nel 968 l'esercito di Kurya circondò Kiev, mentre il principe Svjatoslav I di Kiev si trovava nella città di Preslav (a quel tempo nel Primo impero bulgaro, oggi in Dobrugia, Romania), ma non riuscì a conquistare la città.
Nel 969 partecipò all'attacco dell'Impero bizantino in alleanza con Svjatoslav I.
Nel 971 Kurya venne corrotto per organizzare una trappola e uccidere il principe Svjatoslav. Fu probabilmente corrotto dal figlio maggiore di Svjatoslav, Jaropolk, o più probabile dal console bizantino vescovo Teofilo, che visitò i peceneghi dopo la trattativa di ritirata tra il principe Svjatoslav e l'imperatore bizantino Giovanni I Zimisce. 
Nella primavera del 972 Kurya attese l'arrivo della flotta di Svjatoslav alle rapide del Dnepr e lo uccise.
La Cronaca degli anni passati racconta che Kurya placcò d'oro il teschio di Svjatoslav e bevve da questo "calice"  insieme alla moglie. Nella cultura nomade dell'Eurasia tale gesto significava rispetto verso il nemico che combatteva coraggiosamente.

## Kurya nella cultura di massa
- Nel 2006 Kurya apparve nel film animato Principe Vladimir.
- Kurya è il personaggio del romanzo storico Figlia dell'imperatrice di M. G. Kazovskij, pubblicato nel 1999.
- Kurya è un personaggio secondario della serie Netflix Vikings: Valhalla, in cui è stato accecato ed usurpato come Khan dal fratello. Appare nella seconda stagione, in cui si offre di aiutare Leif Erikson ed Harald Sigurdsson a raggiungere Costantinopoli. Nel corso del viaggio vengono braccati dai peceneghi guidati dal fratello di Kurya, il quale, dopo essersi assicurato che i suoi amici riuscissero a fuggire via nave, si sacrifica uccidendo il fratello con del veleno, ma venendo immobilizzato e lentamente mutilato dai suoi uomini. Leif, mosso a compassione per l'amico e per sdebitarsi del sacrificio, pone fine alle sue sofferenze uccidendolo con una freccia.